# Lake Louise (film 1917)
Lake Louise è un cortometraggio muto del 1917 prodotto dalla Essanay di Chicago. Il nome del regista non viene riportato nei credit.

## Produzione
Il film fu prodotto dalla Essanay Film Manufacturing Company.

## Distribuzione
Distribuito dalla General Film Company, il documentario - un cortometraggio di una bobina - uscì nelle sale cinematografiche USA nel 1917.